# Økolog
En økolog er i snæver forstand en person, der beskæftiger sig videnskabeligt med faget økologi. I lidt bredere sprogbrug er en økolog også en person, der har "økologiske" holdninger og adfærd.
Ordet kan tilmed bruges nedsættende, når den talende ønsker at hæfte en negativ bibetydning til holdninger eller adfærd, som er præget (i overdreven grad) af økologisk viden.